# Tina Skaar
Tina Røe Skaar (ur. 31 sierpnia 1993 w Nannestad) – norweska zawodniczka taekwondo, uczestniczka igrzysk olimpijskich w 2016 roku.

## Życiorys
Gdy miał 13 lat, wykryto u niej mononukleozę. Już rok po wyzdrowieniu, w wieku 17 lat, zakwalifikowała się do Mistrzostw Norwegii i zwyciężyła w swojej kategorii wagowej. Rok później została włączona do drużyny narodowej.
Jest zawodniczką klubu Upper Romerike Budo Center. Do udziału w igrzyskach w Rio de Janeiro zakwalifikowała się po wygraniu Europejskiego Turnieju Kwalifikacyjnego w Taekwondo. Na samych igrzyskach wystartowała w kategorii powyżej 67 kg. W 1/8 zmierzyła się z reprezentantką Serbii Milicą Mandić, z którą przegrała 2-8, odpadając tym samym z dalszej rywalizacji.
Jej ulubionym autorem jest Haruki Murakami, którego cytat „Ból jest nieunikniony. Cierpienie jest opcjonalne” wytatuowany ma na plecach.